# Pterostichus arizonicus
Pterostichus arizonicus är en skalbaggsart som beskrevs av Schaeffer. Pterostichus arizonicus ingår i släktet Pterostichus och familjen jordlöpare. Inga underarter finns listade i Catalogue of Life.